# フロットサムとジェットサム
フロットサムとジェットサム（Flotsam and Jetsam）は、ウォルト・ディズニーの28番目のアニメーション長編映画『リトル・マーメイド』（1989年）に登場する架空のディズニーキャラクターである。アースラの子分で双子のウツボ。
フロットサムは右目が金色、ジェットサムは左目が金色である。2匹並ぶとそれぞれ反対の目が光り、それによって映し出された外界の映像がアースラの情報源となっている。名前の由来は「浮き荷と投げ荷（Flotsam and Jetsam）」から。

## 劇中でのフロットサムとジェットサム

### リトル・マーメイド
アースラに命じられ、アリエルとエリック王子のキスを阻止しようと企む。ヘマをすることなく、何度も成功するが、最終盤の決闘でアースラに誤射されてしまい海のくずとなって散ってしまう。

### キングダムハーツ
アリエルを誘惑し、親玉アースラへと誘導。海を支配する能力を手に入れたもののソラ、ドナルド、グーフィー達に追いつかれてしまい、アースラ（1回目）と共に登場。
ジェットサムとフロットサムはソラ達に敗れて消滅。これがきっかけでアースラが巨大化する。

### キングダムハーツII
前作から1年後、アースラと共に復活し、映画同様アリエルとエリック王子の恋路を妨害する。しかし、戦闘能力は決して高くないため、最期は映画と違い、ソラのキーブレードから放たれた光弾を受けて消滅する。

## 声優

### アニメ版
| 作品                                                      | 原語版声優         | 日本語吹替 |
| リトル・マーメイド（1989年）                              | パディ・エドワーズ | 森山周一郎 |
| リトル・マーメイド（1992年 - 1994年）                     | コーリー・バートン |            |
| キングダム ハーツ（2002年） キングダム ハーツII（2006年） | コーリー・バートン | 森山周一郎 |

### ミュージカル（劇団四季）版
- フロットサム

| 役者名   | 初出演日       | 代数 | 備考 |
| -------- | -------------- | ---- | ---- |
| 一和洋輔 | 2013年4月17日  | 初代 | 在団 |
| 町田兼一 | 2013年6月4日   | 2代  | 在団 |
| 有賀光一 | 2013年11月30日 | 3代  | 在団 |
| 品川芳晃 | 2015年4月4日   | 4代  | 在団 |
| 平田郁夫 | 2016年7月18日  | 5代  | 在団 |

- ジェットサム

| 役者名   | 初出演日      | 代数 | 備考 |
| -------- | ------------- | ---- | ---- |
| 中橋耕平 | 2013年4月17日 | 初代 | 在団 |
| 田中宣宗 | 2014年3月29日 | 2代  | 在団 |
| 八百亮輔 | 2014年4月5日  | 3代  | 在団 |
| 中村智志 | 2016年3月23日 | 4代  | 在団 |
| 真田司   | 2016年7月18日 | 5代  | 在団 |